# Markus von Gosen
Markus von Gosen (ur. 8 listopada 1913 we Wrocławiu, zm. 20 listopada 2004 w Prien am Chiemsee) – niemiecki rysownik, grafik i malarz.
Jego ojcem był rzeźbiarz Theodor von Gosen. Markus został absolwentem Gimnazjum św. Ducha, po czym podjął studia artystyczne we wrocławskiej Miejskiej Szkoły Rzemiosł i Przemysłu Artystycznego u Ludwiga Petera Kowalskiego, a następnie w Monachium. Po studiach mieszkał w swoim rodzinnym mieście, pracując w zawodzie, m.in. tworzył projekty mozaik i witraży dla kościołów, wg jego projektu powstały witraże w oknach kościoła św. Bernardyna we Wrocławiu, które zostały zniszczone w czasie II wojny światowej. Podczas wojny służył w siłach zbrojnych III Rzeszy, trafił do radzieckiej niewoli, skąd w 1946 roku wyjechał do Prien am Chiemsee nad jeziorem Chiemsee, gdzie zamieszkał i tworzył freski, witraże i grafiki. 
Specjalizował się w grafice, zwłaszcza w litografii, rzadziej tworzył drzeworyty, linoryty oraz akwaforty.
Głównym tematem jego prac był świat zwierząt (205 grafik z łącznych 250 w dorobku artysty), w młodości portretował zwierzęta ogrodu zoologicznego we Wrocławiu.
Obrazowi zwierząt w twórczości M. Gosena poświęcono wystawę czasową pt. "Markus von Gosen. Z miłości do zwierząt i sztuki" w Muzeum Miejskim Wrocławia (w gmachu pałacu królewskiego), prezentowaną od XI 2024 do III 2025. 